# Hamparsum Limonciyan
Hamparsum Limonciyan (en arménien : Համբարձում Լիմոնջեան), également romanisé en Hampartsoum Limondjian ou Hampartsum Limondjian, né en 1768 à Constantinople et mort le 29 juin 1839, est un compositeur arménien.

## Années de jeunesse

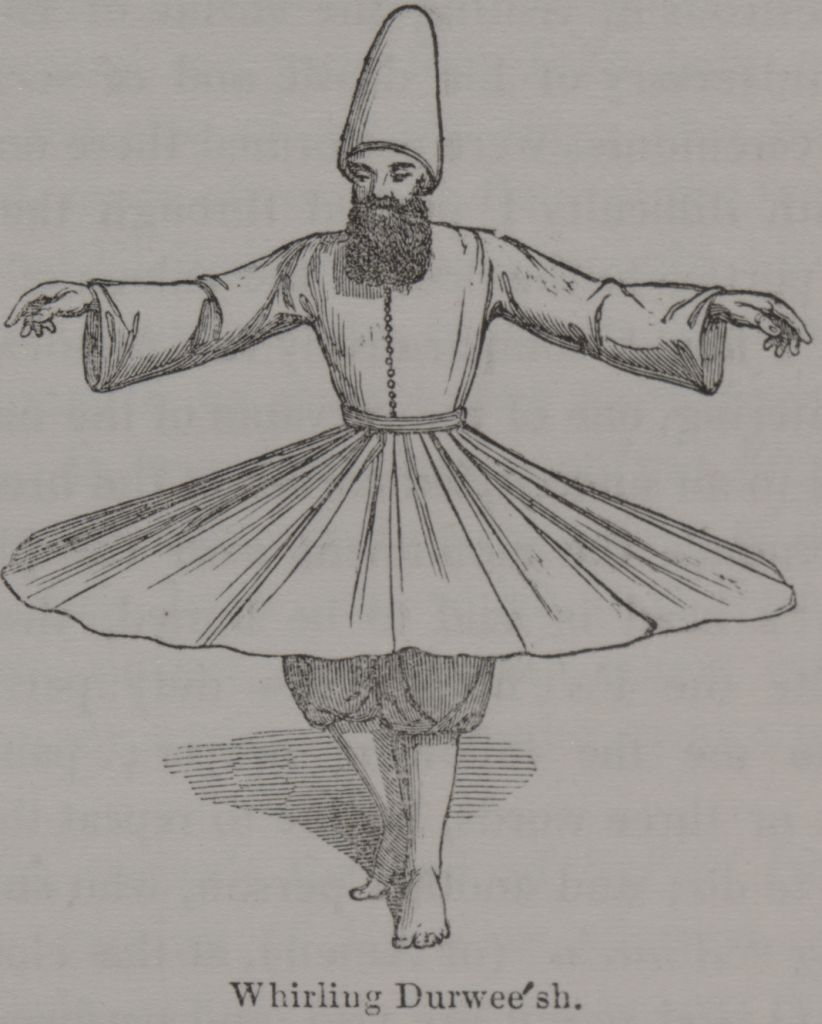
Représentation d'un derviche.
(1836)

Hamparsum Limonciyan est né en 1768 dans le district de Beyoğlu à Constantinople, aujourd’hui Istanbul. Il est le fils de Sarkis et Gaderina Limonciyan qui se sont installés, en provenance de Harput, ville située à l'est de la Turquie actuelle, peu avant sa naissance.
Il se marie en 1795 (à 27 ans) et deviendra père de six enfants, dont Zenop Limonciyan.

### Formation musicale
Hamparsum Limonciyan apprend la musique arménienne auprès de différents professeurs : Krikor Karasakalyan, Senne Bogos et surtout Hovhannes Çelebi Düzya.
Il va alors commencer à fréquenter les Mevlevis d'Istanbul, ces lieux de rassemblement de derviches de l'ordre mevlevi ; il s'y initie alors à la musique turque. Cela lui permet également de rencontrer Hammamizade İsmail Dede Efendi, l'un des plus grands compositeurs de musique turque du XIXe siècle.

## Le musicien

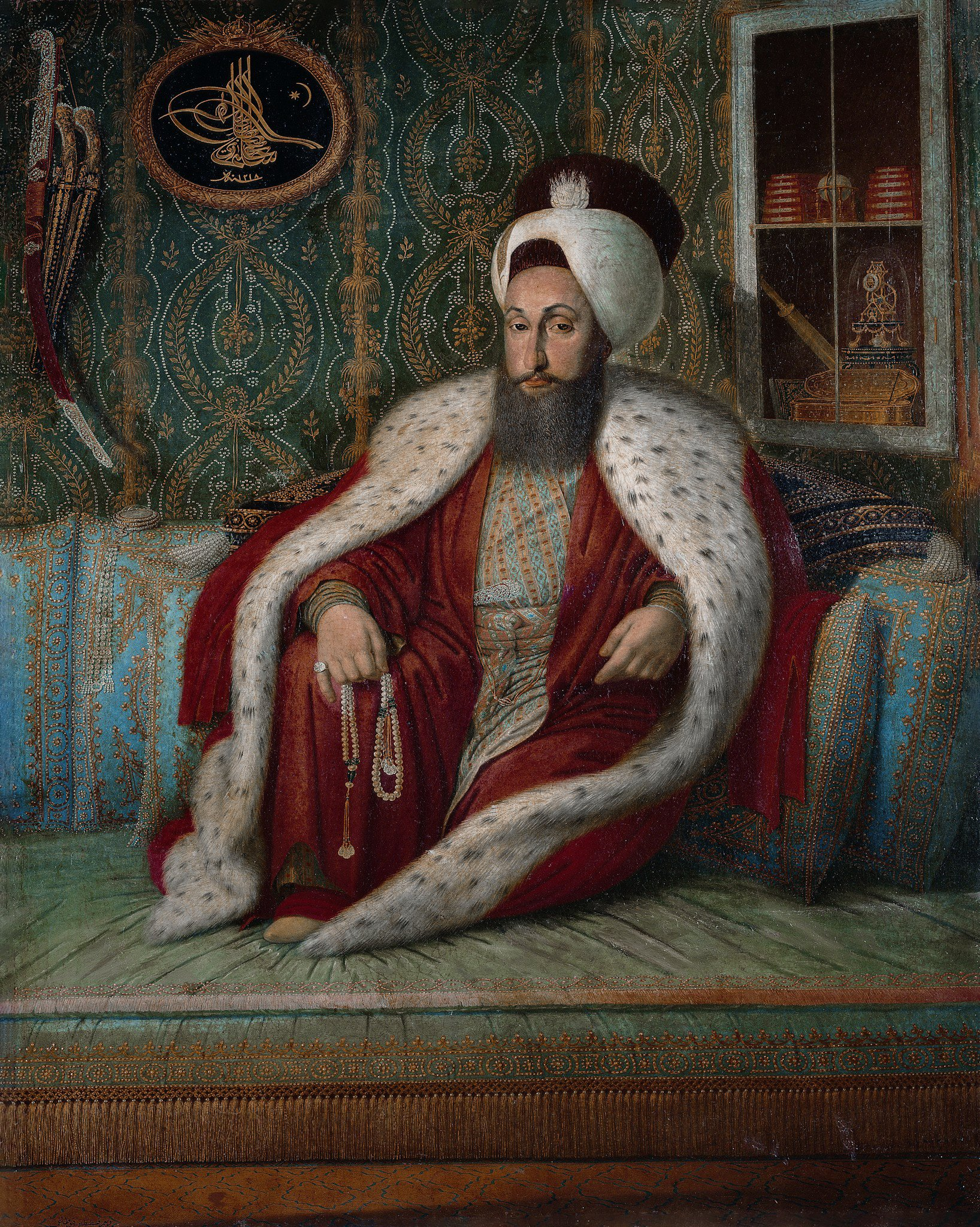
Le sultan Selim III représenté par Kapidagli (1803).

Commence alors sa véritable carrière de musicien (violon[précision nécessaire] et tambûr), de compositeur et de théoricien de la musique classique ; en effet, il est admis régulièrement à la cour du sultan Selim III — lui-même grand amateur de musique et écrit de nombreuses compositions.

### Le compositeur
Il est l'auteur de nombreux chants arméniens, en particulier :
- Qui est le mieux (en arménien : Ով ամենապայծառ) ;
- Il n'y en a pas d'autre comme toi (en arménien : Համեմատ քեզ ոչ գո նման) ;
- Noble Hmayak[Note 4] (en arménien : Վեհ Հմայակ) ;
- Actes de courage (en arménien : Գործք քաջության) ;
- Réveille-toi, réveille-toi (en arménien : Զարթիր, զարթիր).

### Le théoricien de la musique
Le sultan Selim III déplore l'absence d'un système de notation unique pour transcrire la musique. Le sultan propose alors à Hamparsum Limonciyan d'une part et à Hammamizade İsmail Dede Efendi d'autre part, de réfléchir à l'invention d'un tel système.
Travaillant activement à cette innovation, entre 1813 et 1815, son système — la « notation Hamparsum » ou encore la « nouvelle notation arménienne » — supplantera la proposition finale de Hammamizade İsmail Dede Efendi (système basé sur l'utilisation d'un abjad, c'est-à-dire d'un alphabet consonantique, au contraire du système de Limonciyan, basé lui, sur l'utilisation de neumes) dans son utilisation ultérieure ; en effet, jusqu'à aujourd'hui cette notation est particulièrement utilisée par la musique turque et par la musique arménienne, notamment par l'Église apostolique arménienne pour la transcription des chants arméniens.

#### La «nouvelle notation arménienne»

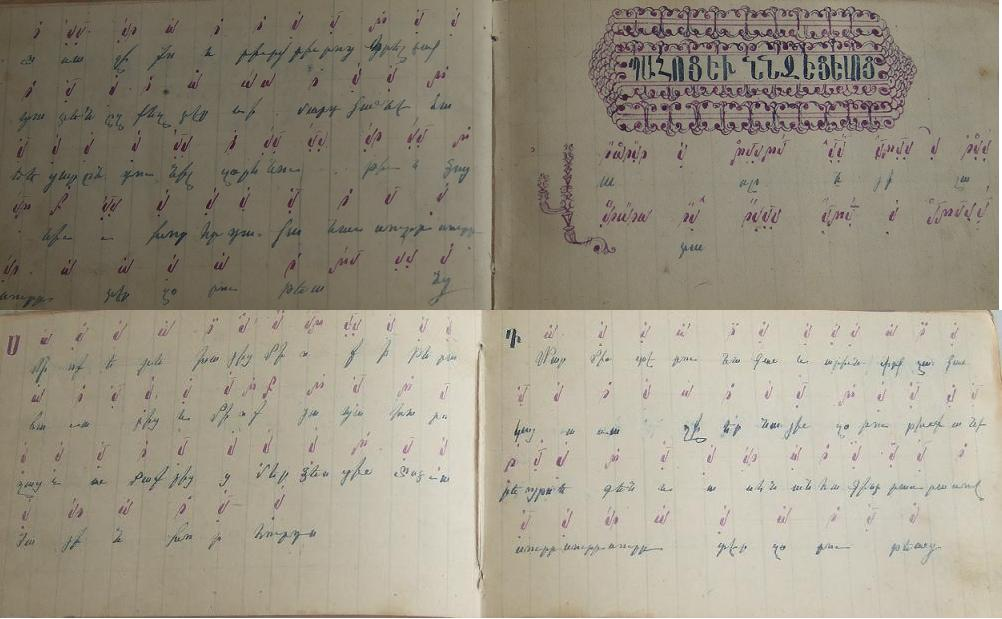
Exemple de la notation inventée par Limonciyan dans un ouvrage liturgique datant de 1922.

Utilisant ce système qu'il a créé, Hamparsum Limonciyan va transcrire une grande partie des compositions musicales de la musique turque du XVIIIe siècle ; il rassemblera l’ensemble de ces transcriptions dans six ouvrages, d'ailleurs présentés au sultan Selim III.
En musique arménienne, ce système va, petit à petit, supplanter l'« ancienne notation arménienne » qui était pourtant utilisée depuis le XIVe siècle.

##### Les notes dans la nouvelle notation
Hamparsum Limonciyan a utilisé une partie de cette « ancienne notation arménienne », notamment en utilisant les neumes (khaz, en arménien : խազ) provenant de cette ancienne notation. Une hauteur musicale est alors représentée par l'un des quarante cinq neumes disponibles dans la « nouvelle notation arménienne ». De plus, il faut préciser qu'il y a quatorze notes par octave sur un éventail de trois octaves et un demi-ton.

##### Autres symboles de la nouvelle notation
- Le tilde représente le dièse, c'est-à-dire l'augmentation d'un demi-ton ; une seconde utilisation du tilde est l'augmentation ou la diminution d'une note d'une octave.